# Goniocraspidum
Goniocraspidum é um gênero de traça pertencente à família Arctiidae.